# Jonathas Cristian de Jesus Maurício
Jonathas Cristian de Jesus Maurício (Betim, 6 maart 1989) is een Braziliaans voetballer die als aanvaller speelt. Hij speelde in 2008 drie wedstrijden voor Brazilië onder 19, waarmee hij de Copa Sendai won.

## Carrière
Jonathas speelde in de jeugd bij achtereenvolgens Cruzeiro EC en AZ. Hij debuteerde op 28 oktober 2009 in de hoofdmacht van AZ in een wedstrijd in het toernooi om de KNVB beker thuis tegen Spakenburg, waarin hij meteen doel wist te treffen. Op zaterdag 21 november 2009 maakte hij zijn debuut in de Eredivisie, uit tegen Roda JC. Hij maakte wederom een doelpunt. Zijn debuut werd ontsierd door het ontvangen van een rode kaart wegens het maken van een slaande beweging.
Jonathas ging eind 2010 voor langere tijd terug naar zijn vaderland vanwege zijn zieke moeder, alhoewel AZ vond dat dit te lang duurde. Op 8 december nam AZ maatregelen. De spits, die tot dan toe in elf competitiewedstrijden drie keer had gescoord, vertrok op 8 november met permissie van de Alkmaarder club naar Brazilië, maar hij bleef zonder contact op te nemen langer weg dan was afgesproken. AZ stuurde daarop scout José Fortes Rodriguez naar Zuid-Amerika om de 21-jarige aanvaller op te zoeken. Jonathas bekende zijn belang zwaarder te laten wegen dan dat van de club. AZ accepteerde het gedrag van de aanvaller niet en gaf hem een boete. Bovendien werd zijn salaris ingehouden over de periode waarin hij niet in Alkmaar was.
In januari 2011 maakte hij de overstap naar Brescia Calcio, op dat moment actief in de Serie A. Hiermee degradeerde hij dat jaar naar de Serie B. Jonathas verruilde Brescia in augustus 2012 voor Pescara Calcio, waarmee hij opnieuw uitkwam in de Serie A. In januari 2013 ging hij naar Torino en in de zomer van 2013 naar US Latina Calcio, wederom in de Serie B.
Jonathas tekende in juli 2014 een tweejarig contract bij Elche CF, dat hem transfervrij overnam van Latina. Hiermee werd hij dat seizoen dertiende in de Primera División. Hieraan droeg hij zelf bij in 34 competitiewedstrijden, waarin hij veertien doelpunten maakte. Ondanks het behalen van een veilige eindklassering werd Elche aan het einde van de competitie door de Spaanse voetbalbond uit de hoogste afdeling gezet vanwege een schuld bij de belastingdienst.
Jonathas daalde niet met Elche af naar de Segunda División A, maar tekende in juli 2015 een contract tot medio 2020 bij Real Sociedad, de nummer twaalf van de Primera División in het voorgaande seizoen. Hier droeg hij in 2015/16 in 27 competitiewedstrijden met onder meer zeven doelpunten bij aan het behalen van een negende plaats.
Hij tekende in augustus 2017 een contract tot medio 2020 bij Hannover 96, dat hem overnam van Roebin Kazan. De tweede helft van 2018 speelde hij op huurbasis voor Corinthians. Met Hannover 96 degradeerde hij in 2019 en na één wedstrijd in de 2. Bundesliga werd zijn contract eind augustus 2019 ontbonden. Op 31 januari 2020 keerde hij voor een half jaar terug bij Elche dat uitkwam in de Segunda División A. Eind augustus 2020 verbond Jonathas zich aan Sharjah FC uit de Verenigde Arabische Emiraten dat hem verhuurde aan Hatta Club.

## Clubstatistieken
| Seizoen         | Club            | Competitie          | Duels | Goals |
| --------------- | --------------- | ------------------- | ----- | ----- |
| 2006            | Cruzeiro        | Série A             | 6     | 0     |
| 2007            | → Ipatinga      | Série B             | 5     | 0     |
| 2008            | → Villa Nova    | Série C             |       |       |
| 2008            | Cruzeiro        | Série A             | 2     | 0     |
| 2009/10         | AZ              | Eredivisie          | 4     | 1     |
| 2010/11         | AZ              | Eredivisie          | 11    | 3     |
| 2010/11         | Brescia         | Serie A             | 6     | 0     |
| 2011/12         | Brescia         | Serie B             | 33    | 16    |
| 2012/13         | Pescara         | Serie A             | 12    | 1     |
| 2012/13         | Torino          | Serie A             | 11    | 2     |
| 2013/14         | Latina          | Serie B             | 37    | 15    |
| 2014/15         | Elche CF        | Primera División    | 34    | 14    |
| 2015/16         | Real Sociedad   | Primera División    | 27    | 7     |
| 2016/17         | Roebin Kazan    | Premjer-Liga        | 26    | 9     |
| 2017/18         | Roebin Kazan    | Premjer-Liga        | 5     | 4     |
| 2017/18         | Hannover 96     | Bundesliga          | 12    | 3     |
| 2018            | → Corinthians   | Série A             | 7     | 1     |
| 2018/19         | Hannover 96     | Bundesliga          | 10    | 3     |
| 2019/20         | Hannover 96     | 2. Bundesliga       | 1     | 0     |
| 2019/20         | Elche CF        | Segunda División A  | 14    | 7     |
| 2020/21         | Sharjah FC      | Gulf League         | 0     | 0     |
| 2020/21         | → Hatta Club    | Gulf League         | 10    | 6     |
| 2021/22         | Odisha FC       | Indian Super League | 16    | 8     |
| Carrière totaal | Carrière totaal | Carrière totaal     | 289   | 100   |